# Morrow Township (comté de Macon, Missouri)
Morrow Township est un ancien township, situé dans le comté de Macon, dans le Missouri, aux États-Unis,.
Le township est baptisé en référence à William Morrow, un pionnier.

### Source de la traduction
- (en) Cet article est partiellement ou en totalité issu de l’article de Wikipédia en anglais intitulé « Morrow Township, Macon County, Missouri » (voir la liste des auteurs).